# Montelabbate
Montelabbate är en ort och kommun i provinsen Pesaro e Urbino i regionen Marche i Italien. Kommunen hade 6 987 invånare (2022).